# 파워북 G4

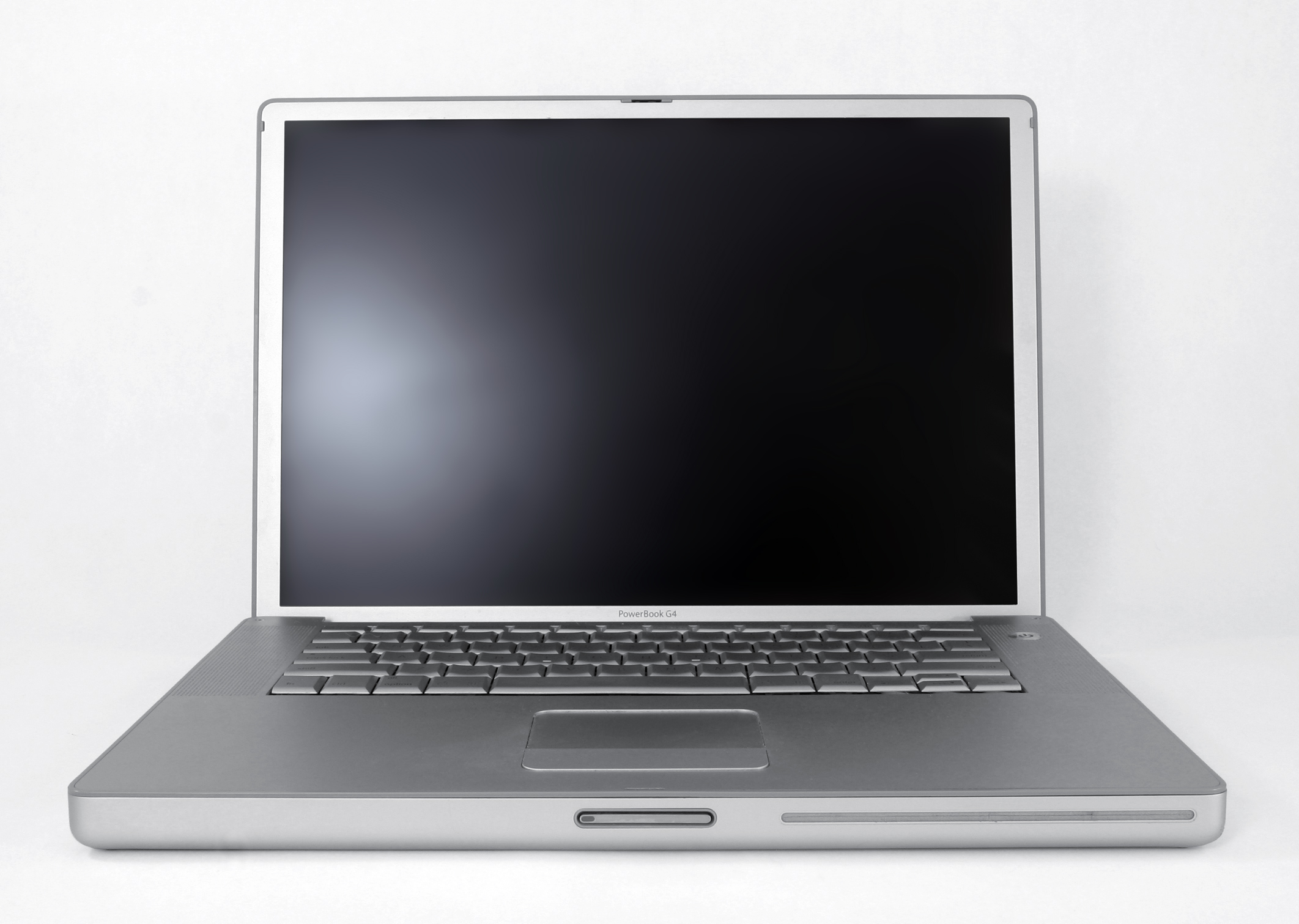

파워북 G4(PowerBook G4)는 애플이 2001년부터 2006년 사이 파워북 라인의 노트북의 일부로서 제조, 마케팅, 판매한 랩톱 시리즈이다. 파워북 G4는 AIM(애플/IBM/모토로라) 개발 연맹이 개발하고 처음에 모토로라가 생산한 RISC 기반 파워PC G4 프로세서에서 실행된다.
파워북 G4는 파워북 시리즈 중 마지막 세대이며 2006년 상반기의 인텔 기반 맥북 프로가 그 뒤를 잇는다. 파워북 G4를 구동할 수 있는 OS X 최신 버전은 2007년 출시된 맥 OS X 레퍼드이다.